# Fürstenfeld (district)
Het Bezirk Fürstenfeld was een klein Oostenrijks district dat in het oosten van de deelstaat Stiermarken ligt, in het zuidoosten van Oostenrijk. Het district grensde aan de deelstaat Burgenland en hed ongeveer 23.000 inwoners toen het op 1 januari 2013 werd samengevoegd met Bezirk Hartberg tot Hartberg-Fürstenfeld.

## Gemeenten
- Altenmarkt bei Fürstenfeld
- Bad Blumau
- Burgau
- Fürstenfeld
- Großsteinbach
- Großwilfersdorf
- Hainersdorf
- Ilz
- Loipersdorf bei Fürstenfeld
- Nestelbach im Ilztal
- Ottendorf an der Rittschein
- Söchau
- Stein
- Übersbach

Bruck-Mürzzuschlag · Deutschlandsberg · Graz · Graz-Umgebung · Hartberg-Fürstenfeld · Leibnitz · Leoben · Liezen · Murau · Murtal · Südoststeiermark · Voitsberg · Weiz

Voormalige districten: Bruck an der Mur · Feldbach · Fürstenfeld · Hartberg · Judenburg · Knittelfeld · Mürzzuschlag · Radkersburg